# ПАР на зимових Олімпійських іграх 2002
ПАР брала участь у Зимових Олімпійських іграх 2002 року в Солт-Лейк-Сіті (США) вчетверте, але не завоювала жодної медалі. Збірну країни представляв один гірськолижник.

## Гірськолижний спорт
Спортсменів — 1
Чоловіки
| Спортсмен     | Вид                | 1 спроба | 2 спроба     | Всього  | Місце |
| ------------- | ------------------ | -------- | ------------ | ------- | ----- |
| Олександр Хіт | Швідкісний спуск   |          |              | 1.48,84 | 51    |
| Олександр Хіт | Слалом             | 56,37    | 1.00,56      | 1.56,93 | 27    |
| Олександр Хіт | Гігантський слалом | 1.19,32  | 1.17,95      | 2.37,27 | 48    |
| Олександр Хіт | Комбінація         | 1.47,27  | не фінішував | -       | -     |